# ミリアム・ブラスコ

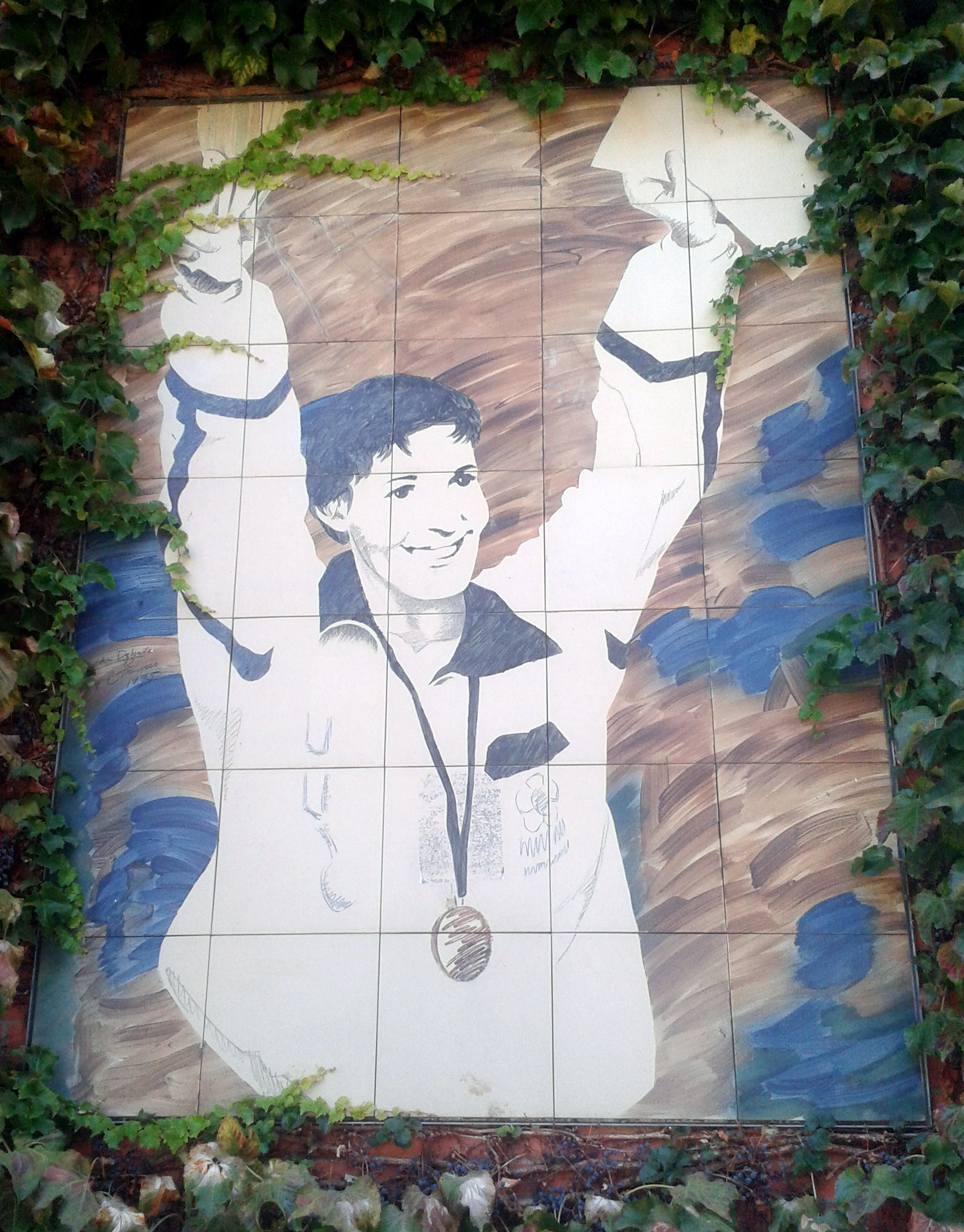
ミリアム・ブラスコ

ミリアム・グアダルペ・ブラスコ・ソト（Míriam Guadalupe Blasco Soto, 1963年12月12日 - ）は、スペイン・バリャドリッド出身の柔道選手。現役時代は56kg級の選手。

## 人物
柔道は8歳の時に始めた。1989年の世界選手権56kg級では3位となった。1991年にはヨーロッパ選手権で優勝すると、地元のバルセロナで開催された世界選手権では決勝でベルギーのニコル・フラゴティエを払腰の技ありで破って、スペインの選手として初の世界チャンピオンとなった。1992年にはヨーロッパ選手権で2連覇すると、地元のバルセロナオリンピックでは決勝でイギリスのニコラ・フェアブラザーを小外掛の有効で破って、スペインの女子選手としてはオリンピックの全競技を通じて史上初となる金メダルを獲得した。その後は61kg級に階級を上げたが、1996年のアトランタオリンピックには出場できなかった。引退後はスペイン上院の議員となった。2017年7月にはバルセロナオリンピックで決勝を争ったフェアブラザーと1年半前に同性結婚していたことを明らかにした。この両者は22年もの長期間付き合っていたという。なお、2005年には議員として同性結婚に反対票を投じていた。

## 主な戦績
56kg級での戦績
- 1988年 - フランス国際　5位
- 1988年 - ヨーロッパ選手権　2位
- 1989年 - フランス国際　3位
- 1989年 - ヨーロッパ選手権　3位
- 1989年 - 世界選手権　3位
- 1990年 - ポーランド国際　3位
- 1990年 - ベルギー国際　優勝
- 1990年 - ヨーロッパ選手権　5位
- 1990年 - 福岡国際　2位
- 1991年 - ベルギー国際　優勝
- 1991年 - フランス国際　2位
- 1991年 - ドイツ国際　優勝
- 1991年 - ヨーロッパ選手権　優勝
- 1991年 - 世界選手権　優勝
- 1991年 - 福岡国際　3位
- 1992年 - フランス国際　優勝
- 1992年 - ベルギー国際　2位(61kg級)
- 1992年 - オランダ国際　優勝(61kg級)
- 1992年 - イギリス国際　3位(61kg級)
- 1992年 - ヨーロッパ選手権　優勝
- 1992年 - バルセロナオリンピック　優勝

61kg級での戦績
- 1992年 - 福岡国際　3位
- 1993年 - フランス国際　2位
- 1993年 - ハンガリー国際　3位
- 1993年 - ヨーロッパ選手権　5位
- 1994年 - フランス国際　2位
- 1994年 - ポーランド国際　3位
- 1994年 - イギリス国際　2位
- 1994年 - ヨーロッパ選手権　3位
- 1995年 - フランス国際　3位
- 1995年 - ポーランド国際　優勝
- 1995年 - イギリス国際　優勝
- 1996年 - ハンガリー国際　3位
- 1996年 - ポーランド国際　3位